# Olympia (FFH-Gebiet)
Das FFH-Gebiet Olympia (griechisch Ολυμπία) liegt rund um die antike Stätte Olympia auf dem Peloponnes im südlichen Griechenland. Es gehört zum europäischen Schutzgebiets-Netz Natura 2000.
Das etwa 3 km² große Schutzgebiet umfasst eine seit der Antike bewohnte Kulturlandschaft mit Pinienwäldern, Phrygana und Macchie sowie landwirtschaftlich genutzte Flächen u. a. mit Wein- und Obstgärten und Viehweiden.
Das Gebiet wurde im Jahr 1997 als FFH-Gebiet vorgeschlagen. 2006 erfolgte die Bestätigung als Gebiet gemeinschaftlicher Bedeutung (SCI) und 2011 die Ausweisung als Besonderes Erhaltungsgebiet (SAC).

## Schutzzweck

### Lebensraumtypen
Folgende Lebensraumtypen nach Anhang I der FFH-Richtlinie sind für das Gebiet gemeldet:
| EU Code | * | Lebensraumtyp (offizielle Bezeichnung)           | Fläche [ha] |
| ------- | - | ------------------------------------------------ | ----------- |
| 5420    |   | Sarcopoterium spinosum – Phryganes               |             |
| 92A0    |   | Galeriewald mit Salix alba und Populus alba      | 6,0         |
| 9320    |   | Wälder mit Olea und Ceratonia                    |             |
| 9540    |   | Mediterrane Pinienwälder mit endemischen Kiefern | 66,3        |

### Arteninventar
Folgende Arten von gemeinschaftlichem Interesse kommen im Gebiet vor:
| Bild                        | EU Code | * | Art                         | wissenschaftlicher Name    | Artengruppe           |
| --------------------------- | ------- | - | --------------------------- | -------------------------- | --------------------- |
|                             | 5094    |   | Peloponnes-Barbe            | Barbus peloponnesius       | Fische und Rundmäuler |
| Leopardnatter               | 1279    |   | Vierstreifennatter          | Elaphe quatuorlineata      | Reptilien             |
| Fischotter                  | 1355    |   | Fischotter                  | Lutra lutra                | Säugetiere            |
|                             | 5334    |   |                             | Telestes pleurobipunctatus | Fische und Rundmäuler |
| Griechische Landschildkröte | 1217    |   | Griechische Landschildkröte | Testudo hermanni           | Reptilien             |